# Pena corporale
Le pene corporali, in vigore in Europa fino all'Ottocento e altrove ancora esistenti, consistono in una punizione fisica del reo, spesso sconfinante in vera e propria tortura.

Paesi che prescrivono di norma punizioni corporali giudiziarie

## Storia dell'utilizzo giudiziario o carcerario
Ai tempi dell'Impero romano la morte diretta con il taglio della testa (decapitazione) era riservata ai soli cittadini romani, mentre nel Medioevo ai soli nobili. Per tutti gli altri condannati vi erano varie torture preliminari quali tratti di corda, marchiature a fuoco e/o fustigazioni, seguite da mutilazioni minori e rottura delle principali ossa; ogni singolo giudice poteva però introdurre delle varianti a seconda del grado di colpevolezza, della gravità del reato e delle consuetudini del luogo. Fu con la Rivoluzione francese (1789) che si istituì un metodo di esecuzione considerato "indolore" e uguale per tutti, ossia la ghigliottina.
Ancora nella prima metà dell'Ottocento la detenzione aveva un ruolo subalterno rispetto alle pene corporali: le condanne più brevi si scontavano nelle carceri giudiziarie, che avevano la duplice funzione preventiva e repressiva, mentre le pene più lunghe vedevano gli uomini condannati ai lavori forzati..
Uno degli scopi principali delle pene corporali era quello di dissuadere la popolazione dal violare le leggi terrorizzando le persone attraverso il ricorso a punizioni estremamente violente e crudeli; ragion per cui le pene corporali di un tempo appaiono oggi assolutamente inumane.
Per i reati lievi, la pena corporale era dunque la scelta più comune, come ad esempio la mutilazione di una mano per i ladri, oppure violenza fisica (pestaggi, frustate) in sostituzione di una pena pecuniaria nel caso in cui il criminale non avesse soldi sufficienti a pagare l'importo della sanzione; la prigionia era in uso principalmente come metodo per rendere inoffensivo un oppositore politico "di riguardo", la cui uccisione sarebbe stata scandalosa (vedasi l'esempio di Voltaire in Francia), oppure in attesa di una sentenza definitiva o di uno scambio di prigionieri.
Le pene corporali sono rimaste comunque in vigore in diversi ordinamenti anche dopo la Rivoluzione francese (1789) come pene disciplinari per i carcerati: ad esempio il letto di contenzione (un tavolaccio su cui il condannato veniva legato tramite cinghie ed esposto nudo per un periodo variabile a discrezione del comandante in capo) per i carcerati rei di "cattiva condotta" è stato abolito in Italia solo nel 1969, sostituito dalla cella di isolamento.

### Nel diritto islamico
A partire dagli anni Settanta del XX secolo "l’affacciarsi dell’islamismo radicale ha indubbiamente portato numerosi teorici del diritto a irrigidire il ritorno alle fonti o addirittura a pretendere di ripetere talis et qualis le norme sharaitiche nella società contemporanea. E ciò nonostante la maggior parte dei paesi musulmani abbia oggidì codici civili e penali in cui poca o nulla influenza hanno le norme canoniche del diritto religioso. Ruhollāh Khumaynī, ad esempio, ha accusato i giuristi contemporanei di essere divenuti talmente compiacenti da rifiutare la legittimità delle punizioni corporali. In Iran, in Arabia Saudita, in Sudan o in altre situazioni di Islam conservatore (per esempio nelle zone rurali della Nigeria), sono ritornate in auge le pene hudūd (la fustigazione o addirittura lapidazione degli adulteri, la resezione degli arti ai ladri, la vendetta legale)".

## Tipologia
La varietà di pene corporali in uso in passato è tanta e tale da non poter definire con certezza un elenco esaustivo; fra le principali possiamo ricordare:
- Mutilazione di organi quali mani, dita, occhi, lingua o genitali
- Pestaggio o bastonatura
- Flagellazione o fustigazione
- Stupro
- Tratto di corda, contorsione degli arti, slogatura o rottura delle ossa
- Gogna o berlina
- Cavalletto
- Marchiatura con un ferro rovente

Le pene corporali potevano precedere la pena capitale: il condannato veniva solitamente sottoposto ad una serie di torture sulla pubblica piazza, all'evidente scopo di terrorizzare il popolo e dissuaderlo dal compiere reati, prima di ucciderlo definitivamente.

## Paesi in cui viene eseguita la pena corporale giudiziaria
Nel Regno Unito la pena corporale è uscita definitivamente dagli ordinamenti giudiziari nel 1948 e, solo successivamente, da quelli penitenziari.
Questo tipo di pena è anche stata abolita negli ultimi decenni a Hong Kong, Isola di Man, Giamaica, Kenya, Sudafrica, Sri Lanka e Zambia.
La punizione corporale giudiziaria rappresentata dalla fustigazione viene ufficialmente comminata a Singapore: la sopravvivenza di tale pratica è stata molto discussa in tutto il mondo a partire dal 1994, quando un adolescente americano è stato condannato a sei colpi di canna per atti vandalici, ma, da quel momento in poi, il numero di sentenze eseguite ogni anno mediante caning, nella città-Stato orientale, è quasi raddoppiato.
Altri ex territori coloniali britannici includono nel loro sistema legislativo la fustigazione giudiziaria, tra questi Barbados, Botswana, Brunei, Swaziland, Tonga, Trinidad e Tobago, Zimbabwe.
Queste pene sono poi usate anche in molti paesi islamici, come l'Arabia Saudita, l'Afghanistan e l'Iran; a partire dal 2009 ampie zone del Pakistan stanno reintroducendo l'uso di punizioni corporali da parte delle corti islamiche